# میفیلد (ویسکانسین)
میفیلد (به انگلیسی: Mayfield) یک منطقهٔ مسکونی در ایالات متحده آمریکا است که در شهرستان واشینگتن، ویسکانسین واقع شده‌است. میفیلد ۲۸۷٫۱۳ متر بالاتر از سطح دریا واقع شده‌است.